# تینتس ناد سازاوو
تینتس ناد سازاوو (به لاتین: Týnec nad Sázavou) یک منطقهٔ مسکونی در جمهوری چک است که در شهرستان بنشوف واقع شده‌است. تینتس ناد سازاوو ۵٬۵۶۱ نفر جمعیت دارد.